# Meiosquilla quadridens
Meiosquilla quadridens är en kräftdjursart som först beskrevs av Bigelow 1893.  Meiosquilla quadridens ingår i släktet Meiosquilla och familjen Squillidae. Inga underarter finns listade i Catalogue of Life.